# Agiommatus bekiliensis
Agiommatus bekiliensis är en stekelart som först beskrevs av Jean Risbec 1952.  Agiommatus bekiliensis ingår i släktet Agiommatus och familjen puppglanssteklar. Inga underarter finns listade i Catalogue of Life.